# Abertura Kaulen
A abertura Kaulen do jogo de damas brasileiras, nomeada em homenagem ao damista russo Fëdor Alʹbertovič Kaulen (Фёдор Альбертович Каулен, 1854-1914), é caracterizada pelos lances

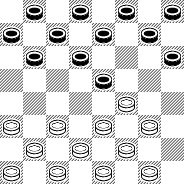

1.g3-f4 f6-e5 2.h2-g3